# Mingora
Mingora (également appelée Mangora, Mingaora ou Mingawara) (en pachto : مینګورہ) est une ville pakistanaise, la plus grande du district de Swat. Elle est située dans la province de Khyber Pakhtunkhwa dans le nord du pays. La population s'élevait à près de 360 000 habitants en 2023, ce qui en fait la troisième plus grande ville de la province.

## Démographie
La population de la ville a été multipliée par plus de six entre 1972 et 2017, passant de 51 117 habitants à 331 091. Entre 1998 et 2017, la croissance annuelle moyenne s'affiche à 3,4 %, largement supérieure à la moyenne nationale de 2,4 %. En 2023, la population de la ville monte à 361 112 habitants.
La ville est essentiellement peuplée de Pachtounes, puisque près de 99 % des habitants en parlent la langue. On y trouve toutefois près de 2 000 locuteurs du kohistani.
Essentiellement musulmane, la ville inclut une petite minorité chrétienne, comptant près 1 200 fidèles selon le recensement de 2023, moins de 0,5 % des habitants de la ville, ainsi que 438 sikhs, soit l'essentiel de ceux qui habitent Swat.
Le taux d'alphabétisation de la ville s'élève à 62 % en 2023 (contre une moyenne nationale de 61 % et provinciale de 51 %), dont 73 % pour les hommes et 51 % pour les femmes
|            | 1972 (rec.) | 1981 (rec.) | 1998 (rec.) | 2017 (rec.) | 2023 (rec.) |
| ---------- | ----------- | ----------- | ----------- | ----------- | ----------- |
| Population | 51 117      | 88 078      | 173 868     | 331 091     | 361 112     |

## Insurrection islamiste
Le 30 mai 2009, l'armée pakistanaise affirme avoir repris le contrôle de la ville qui était aux mains des talibans depuis mars 2009, dans le cadre d'une vaste opération militaire menée dans le nord-ouest du Pakistan entre avril et juillet 2009.
Le 30 août 2009, un attentat tue environ 12 recrues de l'armée.

## Politique
Depuis le redécoupage électoral de 2018, la ville est représentée par la circonscription no 5 à l'Assemblée provinciale de Khyber Pakhtunkhwa, quatrième circonscription de Swat. Lors des élections législatives de 2018, elle est remportée par un candidat du Mouvement du Pakistan pour la justice.
| Parti                                      | Voix   | %       |
| ------------------------------------------ | ------ | ------- |
| Mouvement du Pakistan pour la justice      | 22 497 | 37,42 % |
| Muttahida Majlis-e-Amal                    | 12 621 | 20,99 % |
| Ligue musulmane du Pakistan (N)            | 8 748  | 14,55 % |
| Parti national Awami                       | 6 106  | 10,16 % |
| Parti du peuple pakistanais                | 4 221  | 7,02 %  |
| Autres partis                              | 1 785  | 2,97 %  |
| Indépendants                               | 4 144  | 6,89 %  |
| Total exprimés (participation : 39,66 %)   | 60 122 | 100 %   |
| Source : Commission électorale du Pakistan |        |         |

## Personnalités liées à la commune
- Malala Yousafzai, (1997-) militante des droits des femmes, prix Nobel de la paix en 2014